# Szibilla
A Szibilla görög eredetű női név, mely Apollón isten papnői, a Szibüllák nevéből származik. A név eredete a görög sibylla, 'isten akarata' szóból.

## Rokon nevek
- Szibill:[1] a Szibilla francia és angol eredetű változata.[2]
- Szibell:[1] a Szibilla alakváltozata.
- Szibella:[1] a Szibilla alakváltozata.

## Gyakorisága
Az 1990-es években a Szibilla, Szibill, Szibell és a Szibella szórványos név, a 2000-es években nem szerepelnek a 100 leggyakoribb női név között.

## Névnapok
Szibilla, Szibill
- március 12.[2]
- március 18.[2]
- október 9.[2]

Szibell, Szibella
- március 12.[2]

## Híres Szibillák, Szibillek, Szibellek, Szibellák
- Cumae Szibilla
- Szibilla flamand grófné
- Szibilla szász–coburg–gothai hercegnő
- Franciska Szibilla szász–lauenburgi hercegnő

### Uralkodók
- Szibilla jeruzsálemi királynő